# Dipartimento di Vina
Il dipartimento di Vina è un dipartimento del Camerun nella regione di Adamaoua.

## Centri abitati
Il dipartimento è suddiviso in 3 comuni:
- Belel
- Mbe
- Ngaoundéré